# Mezinárodní letiště Korfu
Mezinárodní letiště Korfu, "Ioannis Kapodistrias" (IATA: CFU, ICAO: LGKR, řecky Κρατικός Αερολιμένας Κέρκυρας, "Ιωάννης Καποδίστριας") je mezinárodní veřejné letiště na řeckém ostrově Korfu ve stejnojmenném městě. Letiště slouží na pravidelné i charterové lety z evropských měst. Letecká doprava je na vrcholu provozu během letní sezóny, mezi dubnem a říjnem.

## Historie
Letiště bylo založeno v roce 1937. Během Druhé světové války bylo využíváno německými a italskými jednotkami jako základna pro dopravní a bojové letouny. Během války byla délka dráhy 600 metrů. Na konci dubna 1949 byla prodloužena na 800 m. Další a poslední prodloužení dráhy začalo v roce 1957 a bylo dokončeno v roce 1959, s celkovou délkou 2 373 metrů. První komerční let se odehrál 19. dubna 1949 z Atén linkou aerolinií TAE. 2. září 1950 na Korfu začala následně létat také společnost HELLAS. V roce 1962 byl vybudován malý terminál pro pasažéry, který dnes slouží pro místní aeroklub. V dubnu 1965 se letiště stalo mezinárodním, s prvním letem Olympic Airlines. Konstrukce nového terminálu začala v roce 1968 a byla hotova v roce 1972.